# Leveles Jaguár
„Leveles” Jaguár (hieroglif formája ?-BAHLAM, vagyis ?-jaguár) Tikal 2. ismert uralkodója.
Egy jóval későbbi felirat a 31. sztélén említi meg, mint egy titokzatos, kaloomte' titulust viselő uralkodót. Egyes kutatók ezt kapcsolatba hozzák a 29. sztélével.

## A 29. sztélé

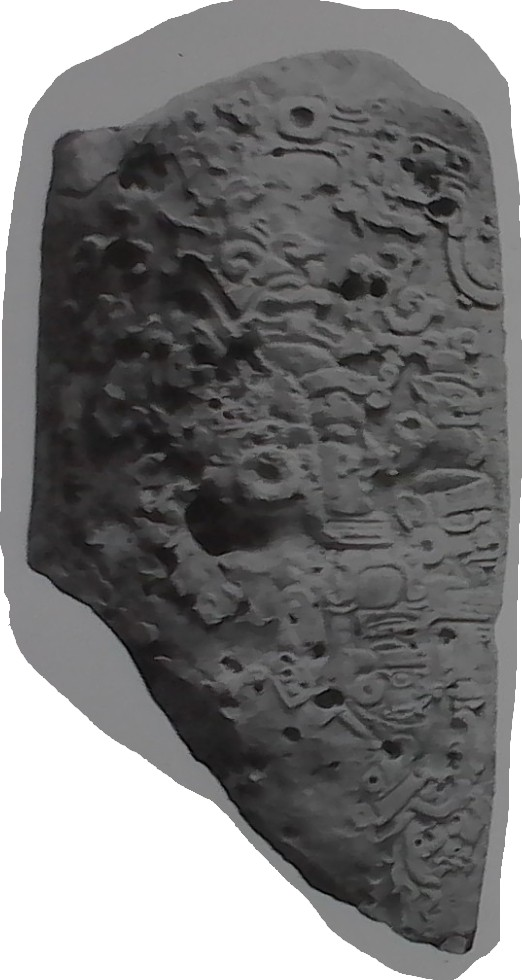
A 29. tikali sztélé őrizte meg a hosszú időszámítás legkorábbi ismert dátumát a maja alföldön: 8.12.14.13.15 (i. sz. 292. október 16.). E dátumot tekintik a klasszikus kor kezdetének.

A maja „hosszú időszámítás” legkorábbi ma ismert dátuma, i. sz. 292 a 29. sztélén olvasható. Ez az emlék őrizte meg a tikali ajaw első képi ábrázolását - a gazdagon feldíszített alak királyi jelvényei a következő hat évszázadban lényegileg változatlanok maradnak.
A király édesapja az olmék művészetben megszokott módon az égből néz le a fiára. A fejdísz hieroglifái általában személyneveket takarnak, és ennek alapján a figura Chak Tok lch'aakként azonosítható. Ezt a nevet több tikali uralkodó viselte, a király neve viszont a hátoldali szöveg hiányzó részére esik.